# كاتونيلي
كاتونيلي هي كميونة في مقاطعة غورج، رومانيا. وتتكون من ستة قرى: كاتونيلي، دالو فييلور، لوبوايا، ستيك، فاليا مانيستيري، فاليا بيريلور.